# Beit Hanun
Beit Hanun (بيت حانون en árabe) es una ciudad del noreste de la Franja de Gaza. De acuerdo a la Oficina Central Palestina de Estadísticas, el pueblo tenía una población de 32.187 habitantes a mediados de 2006. Es gobernada por la Autoridad Nacional Palestina. Está a lado del río Hanun, a solo 6 kilómetros de la ciudad israelí de Sederot.

## Demografía
Beit Hanoun tenía una población de 885 personas según el censo realizado por el Mandato Británico en 1922. La población era ya más del doble de eso en 1945. Ese año una encuesta de población arrojó una población de 1730 personas, incluyendo 50 judíos. En 1961 hubo un aumento poblacional alcanzando la cifra de 3.876.
En el primer censo oficial por parte de la Oficina Central Palestina de Estadísticas, Beit Hanun tenía una población total de 20.780. Más del 90% de los residentes eran refugiados palestinos. Había 10479 varones y 10301 mujeres. La distribución de edad era la siguiente: menos de 15 años eran 65,6%, entre 20 y 44 26,8%, 45 a 64 5.7% y más de 65 1.9%.